# Tapinoma madeirense
Tapinoma madeirense este o specie de furnică din genul Tapinoma. Descrisă de  Forel în 1895, specia este endemică în diferite țări din Europa.